# Ni Hao, Kai-Lan
Ni Hao, Kai-Lan este un serial de animație american creat de Karen Chau pentru Nickelodeon. A început ca o serie de trei scurtmetraje interstițiale pe Nick Jr. cu titlul Downward Doghouse. Primul episod întreg a fost programat pentru premieră pe 22 octombrie 2007 pe blocul Nick Jr. al Nickelodeon în Statele Unite dar a fost amânat la 7 februarie 2008 să coincidă cu Anul Nou Chinezesc.
Serialul este bazat pe amintirile din copilărie ale creatoarei serialului, Karen Chau, care a crescut într-o gospodărie chinezo-americană biculturală. „Ni hao” (你好 nǐ hǎo) înseamnă „salut” în mandarină, și Kai-Lan (凯兰 kǎi lán) este numele chinez de naștere al lui Chau, care a fost anglicizat mai târziu ca Karen.

## Rezumat
Serialul urmărește aventurile lui Kai-Lan, o fetiță chinezo-americană de 6 ani, și grupul ei de animale antropomorfe companioane.